# Wasilij Nowikow

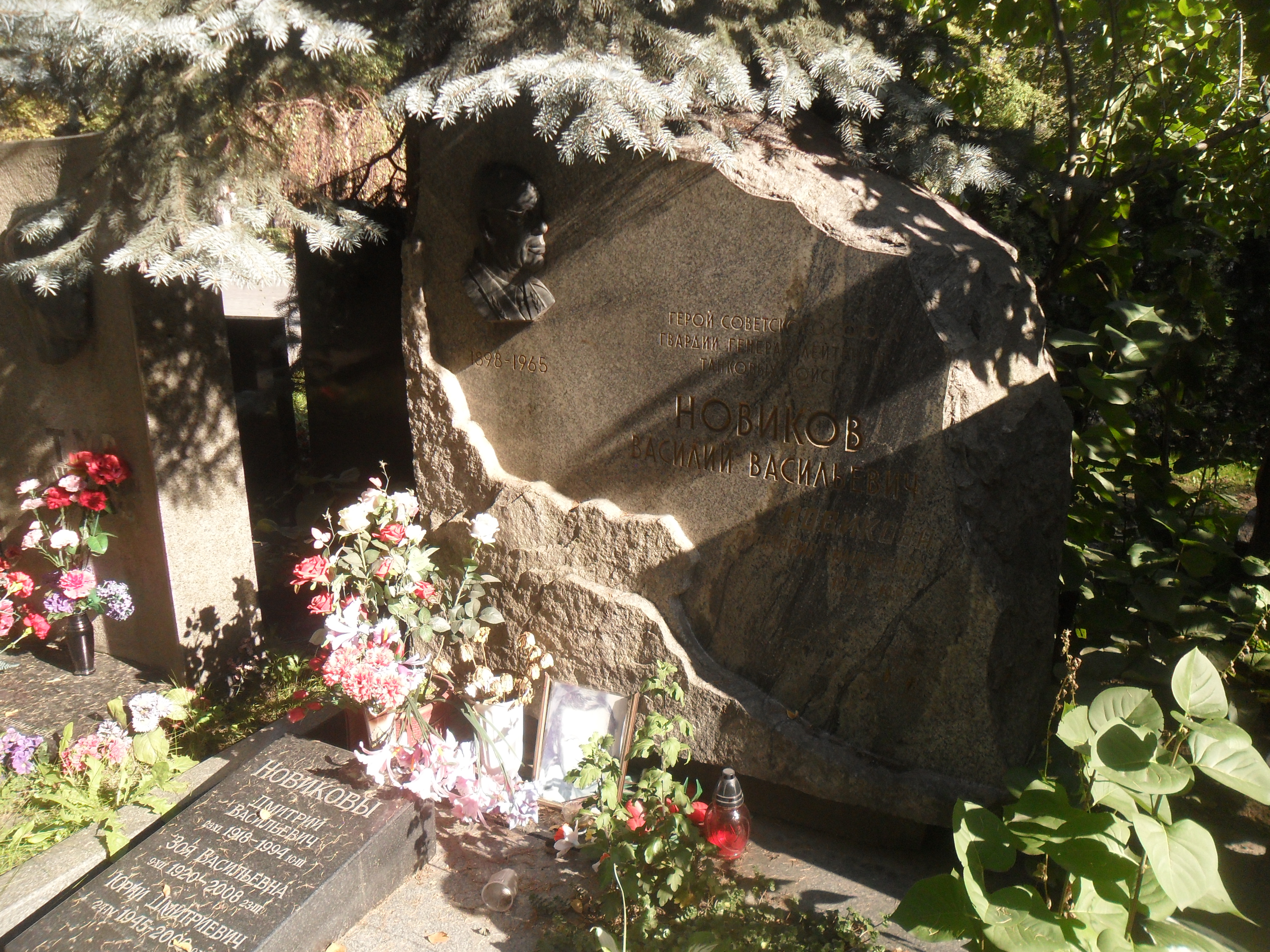
Nagrobek Wasilija Nowikowa w Moskwie

Wasilij Wasiljewicz Nowikow, (ros. Василий Васильевич Новиков; ur. 26 czerwca?/8 lipca 1898 we wsi Szczołkowo w rejonie bieżeckim, zm. 23 października 1965 w Moskwie) – radziecki dowódca wojskowy, generał porucznik wojsk pancernych, Bohater Związku Radzieckiego (1945).

## Przebieg służby

### Armia Imperium Rosyjskiego
Do 1916 roku ukończył 4 klasy seminarium duchownego w Twerze. W październiku 1916 roku wcielony do rosyjskiej armii. W lipcu 1917 ukończył Twerską Szkołę Kawalerii i został starszym junkrem.

### Wojna domowa w Rosji
Od maja 1918 r. w Armii Czerwonej, pomocnik komisarza we wsi Filipkowo. W 1919 r. ukończył twerskie kursy kawalerii. Uczestnik wojny domowej. Pomiędzy marcem a majem 1919 r. dowódca plutonu i dowódca szwadronu w 11 Armii, uczestnik obrony Astrachania. W maju 1919 r. ciężko ranny w prawą rękę i odesłany do szpitala, od grudnia 1919 r. wojskowy zwiadowca 4 Dywizji Kawalerii, Pomiędzy marcem a lipcem 1920 r. szef Wydziału Operacyjnego Sztabu 4 Dywizji Kawalerii. W lipcu 1920 ranny w lewą rękę, leczył się przez miesiąc. Pomiędzy sierpniem 1920 r. a lipcem 1921 r. pomocnik szefa sztabu 4 Dywizji Kawalerii ds. operacyjnych, a pomiędzy lipcem 1921 a sierpniem 1922 pomocnik dowódcy 20 Pułku Kawalerii. Walczył na Froncie Południowym i Południowo-Zachodnim, w składzie 1 Armii Konnej walczył z wojskami Antona Denikina (Siły Zbrojne Południa Rosji) na Północnym Kaukazie i w wojnie z Polską, później z wojskami Piotra Wrangla (Armia Rosyjska) na Krymie i Nestora Machno (Rewolucyjna Powstańcza Armia Ukrainy na Ukrainie.

### Okres międzywojenny
Od 1922 zastępca dowódców pułków kawalerii w Północnokaukaskim, a od 1925 Leningradzkim Okręgu Wojskowym. W 1926 ukończył kursy dowódcze w Nowoczerkasku. Pomocnik dowódcy pułku kawalerii i dowódca zapasowego szwadronu w Leningradzkim Okręgu Wojskowym. W 1932 ukończył Leningradzkie Kursy Dowódcze Broni Pancernej. W latach 1932–1935 dowódca Pułku Zmechanizowanego w Białoruskim Okręgu Wojskowym, następnie brygady zmechanizowanej w Białoruskim i Kijowskim Okręgu Wojskowym. Dnia 26.10.1935 mianowany kombrigiem. W 1936 ukończył kursy akademickie przy Wojskowej Akademii Mechanizacji i Motoryzacji. W 1939 szef wydziału w tej akademii, od września 1939 dowódca wojsk pancernych 10 Grupy Armijnej w Moskiewskim Okręgu Wojskowym.

### II wojna światowa
W latach 1939–1940, jako zastępca dowódcy wojsk Grupy Armijnej, brał udział w wojnie z Finlandią. Pomiędzy majem a czerwcem 1940 dowódca Dywizji Strzeleckiej w Białoruskim i Nadbałtyckim Okręgu Wojskowym. W dniu 4 czerwca 1940 mianowany generałem majorem. W latach 1940–1941 dowódca dywizji pancernej. Od maja 1941 dowódca 28 Korpusu Zmechanizowanego w Zakaukaskim Okręgu Wojskowym. W okresie lipiec-wrzesień 1941 dowódca 47. Armii (Front Zakaukaski), brał udział w interwencji ZSRR w Iranie 1941. Od września 1941 dowódca wszystkich wojsk radzieckich znajdujących się na terytorium Iranu, grudzień 1941 – styczeń 1942 dowódca 45 Armii (Front Zakaukaski). W styczniu – lutym 1942 r. dowódca 44 Armii (Front Krymski), uczestnik obrony Półwyspu Kerczeńskiego, później z powodu choroby przebywał w moskiewskim szpitalu, od maja do listopada 1942 r. zastępca szefa Głównego Zarządu Drogowego i Służby Drogowej Armii Czerwonej. W okresie listopad 1942 – wrzesień 1943 zastępca szefa i potem szef sztabu Głównego Zarządu Samochodowego Armii Czerwonej. W okresie od stycznia do czerwca 1944 r. przedstawiciel Stawki Najwyższego Naczelnego Dowództwa w 5 i 3 Gwardyjskiej Armii Pancernej. Pomiędzy majem 1944 a majem 1945 dowódca 6 Gwardyjskiego Korpusu Pancernego, który walczył w składzie 1 i 2 Frontu Ukraińskiego. Brał udział w operacji kirowogradzkiej, korsuńskiej, lwowsko-sandomierskiej, sandomiersko-śląskiej, dolnośląskiej, berlińskiej i praskiej. Szczególnie wyróżnił się podczas szturmu Berlina.
Za „umiejętne dowodzenie korpusem i przejawianie męstwa i bohaterstwa” uchwałą Prezydium Rady Najwyższej ZSRR w dniu 29 maja 1945 uhonorowało go tytułem Bohatera ZSRR.

### Okres powojenny
27 czerwca 1945 mianowany generałem porucznikiem. Po wojnie dowodził dywizją pancerną w Centralnej Grupie Wojsk, od września 1946 zastępca dowódcy wojsk zmechanizowanych Centralnej Grupy Wojsk. Od 1947 zastępca dowódcy dywizji pancernej. W latach 1948–1950 pomocnik dowódcy wojsk zmechanizowanych Białoruskiego Okręgu Wojskowego. Następnie na wyższych kursach akademickich przy Akademii Sztabu Generalnego Sił Zbrojnych ZSRR im. Woroszyłowa w Moskwie. Od marca 1951 na emeryturze.

## Odznaczenia
- Złota Gwiazda Bohatera ZSRR (1945)
- Order Lenina (21 lutego i 29 maja 1945)
- Order Czerwonego Sztandaru (pięciokrotnie – 22 lutego 1930, 14 czerwca 1940, 18 września 1943, 3 listopada 1944 i 24 czerwca 1948)
- Order Suworowa II klasy (dwukrotnie – 29 maja i 25 sierpnia 1944)
- Order Kutuzowa II klasy (6 kwietnia 1945)
- Medal jubileuszowy „XX lat Robotniczo-Chłopskiej Armii Czerwonej”

Medale i odznaczenia zagraniczne.